# Contes d'une grand-mère
Les Contes d'une grand'mère sont un recueil de treize contes et récits fantastiques pour la jeunesse de l'écrivaine française George Sand publié à Paris aux éditions Michel Lévy frères, en deux volumes comptant respectivement cinq et huit contes, en 1873 et 1876. C'est le dernier livre publié par Sand de son vivant.

## Élaboration du recueil
Les contes de la première série, parus ou regroupés en volume en 1873, sont : Le Château de Pictordu, La Reine Coax, Le Nuage rose, Les Ailes du courage et Le Géant Yéous.
Les contes de la seconde série, parus ou regroupés dans le second volume en 1876, sont : Le Chêne parlant, Le Chien et la Fleur sacrée, L'Orgue du Titan, Ce que disent les fleurs, Le Marteau rouge, La Fée Poussière, Le Gnome des huîtres et La Fée aux gros yeux.
Certains contes ont connu une première publication en revue. « La Reine Coax » est paru dans la Revue des deux Mondes le 1er juin 1872. « Le Géant Yéous » est ainsi paru dans la Revue des deux Mondes le 15 avril 1873.

## Résumés

### Le Château de Pictordu
L'histoire se déroule en France dans le Gévaudan. Un jour, à cause d'un accident de leur chaise de poste, M. Flochardet, qui est peintre, et sa fille Diane sont contraints de passer une nuit dans les ruines de l'ancien château de Pictordu. Diane, qui est encore une enfant, est impressionnée par une statue de femme d'une grande beauté que les gens de la région appellent la Dame au voile. La nuit, la Dame apparaît à Diane et lui fait visiter le château, non pas dans son état de ruines actuel, mais tel qu'il se montrait au temps de sa splendeur. 
Diane rencontre ensuite mademoiselle de Pictordu, Blanche,fille du marquis de Pictordu, un vieux noble ruiné qui possède encore le château. Diane, férue de dessin, est marquée à jamais par ses visions de la Dame. Elles l'amènent peu à peu à embrasser une carrière artistique en dépit des réserves de son père, qui n'a pas bon goût et ne comprend pas l'intérêt des dessins de sa fille. Diane doit aussi composer avec madame Laure, sa belle-mère frivole et dépensière qui ne l'aime pas. 
La jeune fille est encouragée par un vieux médecin ami de son père qui devient peu à peu son précepteur puis prend en charge son éducation lorsque M. Flochardet est ruiné par sa femme.

### La Reine Coax
Le conte se déroule dans un château de Normandie ou de Picardie, où vivent dame Yolande et sa fille Marguerite, qui a la figure d'une petite grenouille. Un été, une sécheresse frappe la région et les douves du château s'assèchent, ce qui tue poissons et grenouilles. Marguerite fait alors assécher les douves et les fait réaménager en jardins. 
Sa grand-mère lui ayant fait remarquer gentiment qu'elle regrette un peu les anciennes douves, Marguerite, attristée, va se promener en suivant le ruisseau qui part des jardins et rencontre une grosse grenouille. Celle-ci lui parle et se présente comme la reine Coax. Elle lui demande de ne plus assécher son royaume et, voyant Marguerite émue, elle lui propose de la suivre dans son palais. Marguerite s'apprête à plonger mais elle est retenue au dernier moment par Névé, l'un de ses cygnes apprivoisés. 
Elle reprend ses esprits et rentre au château où dame Yolande s'inquiétait. Le lendemain, elle croit entendre la voix de Névé qui disant qu'il veille sur elle et qu'il doit se méfier de Coax. 
Au salon, Marguerite découvre un visiteur : son cousin, Mélidor de Puypercé, longtemps absent et devenu colonel, qui fréquente le beau monde à Paris. Au souper, il s'enivre et devient désagréable, et en est réduit à s'excuser piteusement le lendemain. Marguerite et lui se promènent alors ensemble dans le domaine. Mélidor apparaît assez méprisant et attaché à la valeur monétaire de tout ce qu'il voit. En apercevant la reine Coax, il veut la tuer pour la manger. Marguerite s'interpose et il se ravise, mais il se moque de sa façon de parler aux grenouilles qu'il juge très campagnarde. Il lui fait miroiter une vie de luxe à Paris une fois qu'elle aura hérité de sa grand-mère et la tente. Mais Marguerite se trouve bien avec dame Yolande et ne veut pas entendre parler de sa mort. Mélidor décide alors de repartir le lendemain. Dame Yolande révèle à Marguerite que Mélidor veut l'épouser et elle lui laisse le choix de le retenir ou non le lendemain matin. 
Troublée et perplexe, Marguerite rentre dans sa chambre et cherche le sommeil en vain, car elle est tentée de retenir Mélidor pour l'épouser. Elle se retrouve sans savoir comment dans les douves, au bord d'un des bassins, où elle rencontre la reine Coax, qui lui conseille d'épouser Mélidor. La reine Coax raconte son histoire à Marguerite : elle lui révèle qu'elle est l'une de ses aïeules. Née humaine, nommée Ranaïde, elle fut formée aux sciences occultes par son père et se spécialisa dans l'art des transformations. Elle se maria au prince Rolando. Une nuit, après s'être changée en grenouille, elle oublia de se retransformer en humaine au retour. Au matin, Rolando, effrayé de voir une énorme grenouille dans le lit de son épouse, lui trancha une patte. La patte repoussa par magie, mais quand Ranaïde parvint à se retransformer en humaine, son bras guéri garda la forme d'une patte de grenouille. Ranaïde dut en outre s'assurer que Rolando ne verrait jamais cette patte, car une loi de la magie dit que ceux qui reçoivent des dons magiques sont contraints de tuer ceux qui les découvrent, et s'ils ne le font pas, les esprits qui accordent ces dons s'en chargent. Pour s'assurer que cela n'arriverait jamais, Ranaïe dut transformer Rolando en cygne pour deux cents ans. Mais depuis, ce dernier, qui ignore pourquoi elle a fait cela, cherche à la tuer. Quant aux esprits, ils ont forcé Ranaïde à redevenir grenouille et à épouser Coax, le roi des grenouilles. 
La reine Coax révèle alors à Marguerite que ces deux cents ans seront révolus cette nuit et qu'elle peut redevenir humaine. Pour cela, elle demande à Marguerite de lui apporter son ancienne parure de mariée, que dame Yolande détient. Marguerite s'exécute. La reine Coax revêt les bijoux et commence à s'agiter en prononçant des incantations : elle devient encore plus difforme, mais ne redevient pas humaine. Marguerite finit par éclater de rire dans le spectacle est ridicule. La reine Coax s'en courrouce et l'ensorcelle en lui transférant sa propre laideur. Le soleil se lève. Marguerite, terrifiée, s'aperçoit que la reine Coax est morte, à demi transformée en humaine. Près d'elle, Rolando, redevenu humain mais portant toujours dans le dos ses ailes de cygne, reprend les bijoux et les lui donne pour que Marguerite regagne sa beauté. Rolando explique à Marguerite que la reine Coax lui a menti : c'était une magicienne criminelle qui l'avait ensorcelé pour cacher ses secrets maudits. La mort de la reine Coax l'a délivré. Rolando s'envole alors. 
Marguerite retourne au château et se demande si elle a rêvé. Le jardinier vient lui dire que le cygne Névé s'est échappé. Peu après, la jeune femme voit le colonel Mélidor qui s'éloigne sur son cheval, et elle n'a plus envie de le retenir. Revenue auprès de dame Yolande, elle lui demande de lui raconter le conte de la grenouille transmis par sa grand-mère. Toutes deux s'interrompent en apercevant un morceau de papier qui entre par la fenêtre : c'est un fragment de lettre de Mélidor à sa mère qui a été dérangé par le vent à l'étage supérieur. Elles découvrent ainsi que Mélidor n'aimait nullement Marguerite et cherchait à l'épouser pour son argent, car il est très endetté. Marguerite n'a plus de regrets et reste vivre paisiblement avec dame Yolande.

### Le Nuage rose
Catherine est une jeune bergère qui vit avec sa mère Sylvaine à la campagne. Un soir qu'elle a laissé s'égarer l'une de ses brebis, elle aperçoit le brouillard en train de former des nuages au-dessus d'une mare. Elle est impressionnée par un petit nuage de couleur rose qu'elle finit par capturer dans son tablier. Quand elle le libère une fois rentré chez elle, il lui semble qu'il s'envole. Le nuage grossit et devient un nuage d'orage qui provoque une tempête sur la région. 
Pendant ce temps, Catherine apprend à filer la laine et devient très habile. Quelques années après, lorsque Catherine atteint l'âge de douze ans, sa mère lui propose de rendre visite à sa grand-tante Colette, qui vit dans la montagne. En dépit de son grand âge, Colette est une fileuse si habile qu'on la surnomme la « grande fileuse de nuages ». Catherine, fascinée, souhaite apprendre les secrets du filage de nuages auprès de Colette. La petite fille est persuadée que Colette a un secret, mais la vieille femme se contente de lui dire de s'entraîner tous les jours à filer du fil extrêmement fin. 
Catherine est persuadée que sa grand-tante refuse de lui dire son secret et va jusqu'à essayer de l'espionner pendant qu'elle file. Finalement, Colette lui révèle qu'elle n'a pas d'autre secret que de longues années de travail.

### Les Ailes de courage
L'histoire se passe en france, dans le pays d’Auge, du côté de Saint-Pierre-d’Azif (actuellement Saint-Pierre-Azif). Clopinet est le fils de deux paysans, Doucy et Doucette, et c'est le seul de leurs enfants à être boiteux. Il voudrait devenir marin, mais personne ne le prend au sérieux à cause de son infirmité et de son caractère peureux. 
Clopinet consacre beaucoup de temps à observer la nature, en particulier les oiseaux marins. Un jour, son père le confie en apprentissage à un tailleur laid et méchant qui terrifie Clopinet. Sur la route, le petit garçon, déjà maltraité par son maître, finit par s'enfuir. Il se retrouve seul dans la campagne et doit apprendre à survivre par lui-même. Dans sa solitude, il pense à une expression utilisée par son oncle Laquille : quand Doucy se moquait de Clopinet en disant qu'il s'enfuyait si souvent que c'était comme s'il était né avec des ailes aux épaules, Laquille a répondu qu'un jour il lui en pousserait d'autres. Clopinet comprend qu'il s'agit d'ailes de courage et trouve peu à peu confiance en lui.

### Le Géant Yéous
Le narrateur, qui réside à Tarbes, fait régulièrement l'aumône à un pauvre estropié nommé Miquelon, à sa femme, à son fils et à ses deux filles. Plusieurs années après, de retour dans la région, il revoit le fils, Miquel Miquelon, qui l'héberge chez lui et lui raconte son histoire. Sa famille était propriétaire d'une rencluse en haute montagne, non loin du glacier, près d'un énorme rocher à la forme vaguement humaine. Miquel, enfant, influencé par les récits de son père, s'imaginait ce rocher comme un géant. Un jour, le rocher s'est effondré sur la maison, détruisant la maison, estropiant le père et forçant la famille à la mendicité. Devenu adolescent, le jeune Miquel est envoyé par sa mère à la recherche d'un métier, muni d'un petit pécule. Il retourne dans la rencluse, qu'il retrouve dans le même état, couverte de rochers ; mais il s'aperçoit que le sol est toujours bon sous les rochers et qu'en déblayant le terrain, il pourrait y refaire paître un troupeau. En dépit de la tâche surhumaine que cela nécessite, Miquel décide de déblayer le terrain familial, quitte à y passer des années. Chaque nuit, il rêve du géant de rocher qui dort étalé dans sa vallée et l'affronte vaillamment. Grâce à l'aide des bergers des environs, impressionnés par son courage et son sens de l'économie, Miquel parvient peu à peu à ses fins. Au passage, il apprend la lecture et le calcul, nécessaires pour ses travaux. Après des années de labeur patient, il peut ainsi retrouver son terrain et y accueillir sa mère et ses deux sœurs. Miquel conclut son récit en attribuant ses visions à son entêtement, mais se réjouit que cela l'ait poussé à la persévérance.

### Le Chêne parlant
L'histoire se déroule au XIXe siècle, en France, près de la forêt de Cernas. Emmi, un petit garçon, vit chez sa tante où il est brimé à cause de sa timidité et de sa maladresse. Chargé de garder les cochons, il est un jour attaqué par son propre troupeau dont il a peur et finit par s'enfuir. Il se réfugie dans les branches d'un vieux chêne difforme, autrefois frappé par la foudre, et qui passe pour ensorcelé auprès des villageois. Emmi renonce à rentrer chez lui quand il s'aperçoit que ses proches et ses voisins ont l'intention de le battre s'il revient. Il reste alors dans le chêne, à l'orée de la forêt, car il a l'impression que le chêne lui parle et accepte de l'accueillir dans son feuillage. Emmi apprend petit à petit à survivre seul par ses propres moyens. 
Au fil du temps, Emmi fait la connaissance d'une vieille femme laide et qui passe pour une attardée mentale : la Catiche. Ils échangent des provisions. Un jour, la Catiche lui propose de venir chez elle. Le jeune solitaire découvre alors, au-delà de la forêt, le village d'Oursines-les-Bois, sorte de cour des miracles dont tous les habitants sont de faux infirmes qui vivent de l'aumône. La Catiche vit dans une bicoque affreuse, mais elle y dissimule une petite fortune. Elle offre à Emmi de l'adopter et de lui apprendre ses ruses de fausse infirme, mais le garçon refuse cette vie malhonnête. 
Le lendemain, la Catiche tente de vendre de force Emmi à des saltimbanques. Emmi se défend et un paysan, le père Vincent, le protège. La Catiche s'enfuit finalement, intimidée par un gendarme. Le père Vincent prend alors Emmi sous son aile et fait de lui un bûcheron sérieux. Emmi apprend à apprécier la valeur du travail, mais continue à revenir régulièrement dormir dans les branches du chêne parlant. Quelques années après, la vieille Catiche disparaît et lui lègue son argent, que le père Vincent place et gère pour lui. Emmi, devenu adulte, quitte son abri du chêne, mais laisse dans la fente où il a habité une plaque racontant son histoire.

### Le Chien et la fleur sacrée
Le cadre du récit est un dîner qui a lieu chez un nommé M. Lechien et auquel assistent des amis et voisins, dont plusieurs enfants. Voyant M. Lechien réprimander son chien en l'avertissant qu'il n'est pas près de cesser d'être un chien s'il continue à faire des bêtises, l'assistance s'étonne et la conversation en vient à porter sur la croyance aux vies antérieures. M. Lechien expose sa théorie, que son auditoire juge poétique à défaut d'être pleinement convaincante. 
M. Lechien évoque des souvenirs qu'il dit avoir de plusieurs de ses propres vies antérieures. Il raconte en détail l'une d'elles, au cours de laquelle il a été un joli petit bouledogue blanc. Il est élevé par une vieille dame qui développe son intelligence en l'éduquant à comprendre la parole humaine, sans jamais recourir à la violence. Parvenu à l'âge de 18 mois, le jeune chien, nommé Fadet, est emmené dans la famille de la vieille dame. Il se montre très bien éduqué et pacifique, et s'entend très bien avec les enfants de la maison. Un jour, pendant une épidémie grave, la famille part quitte la maison et Fadet reste seul avec un domestique qui ne l'apprécie guère. Croyant ses maîtres morts, Fadet refuse de se nourrir et dépérit. Au retour de la famille, il se rassure enfin. Devenu un vieux chien, il a une amitié avec une jeune chienne nommée Lisette.
La seconde partie du récit a lieu chez sir William, un riche Anglais qui a beaucoup voyagé en Asie. Le même auditoire, dont M. Lechien, assiste au dîner. La conversation porte sur les éléphants, que sir William s'est toujours abstenu de chasser car il les trouve d'une intelligence si humaine qu'il aurait peur d'interrompre la réincarnation d'une âme. Il croit donc lui aussi aux vies antérieures, ayant été influencé par le bouddhisme. Il évoque la place de l'éléphant dans l'esthétique et la religion indiennes, en particulier l'éléphant blanc sacré des temples de Siam. Sir William avoue alors qu'au cours d'une cérémonie où il a croisé le regard d'un éléphant sacré, il a brusquement eu des souvenirs d'une vie antérieure où il aurait été lui-même un éléphant sacré. Il était un éléphant blanc né dans la presqu'île de Malacca, non loin du mont Ophir (l'actuel Gunung Ledang). Il a d'abord vécu une vie sauvage et libre, protégé par sa mère. Un jour, des Malais tuent sa mère et le capturent pour le dresser. Affligé et rebelle, l'éléphanteau se calme lorsqu'il rencontre un jeune homme, Aor, qui le traite avec respect et bonté. C'est le début d'une amitié qui dure toute leur vie. Aor éduque l'éléphanteau, qui s'avère trop digne et a trop la violence et l'oppression en horreur pour s'abaisser aux tâches viles confiées aux autres éléphants comme la chasse ou la guerre. Il est nommé Fleur sacrée et, à l'âge de 15 ans, il est vendu au raja des Birmans, le roi de Pagham. Lui et Aor sont conduits le long des côtes de Tenasserim jusqu'à Martaban, puis traversent les monts Karen jusqu'aux rives du fleuve Iraouaddy. 
Fleur sacrée et Aor sont reçus par le roi dans une profusion de luxe et vivent littéralement comme des rois parmi des monuments somptueux couverts d'or et de bois de santal. Fleur sacrée dispose de serviteurs et d'animaux à son service. Ils vivent ainsi plusieurs années de bonheur. Mais ce bonheur prend fin lorsque le roi est vaincu à la guerre et détrôné. Son successeur néglige Fleur sacrée. Aor s'en indigne. Une nuit, des assassins tentent de le tuer, mais Fleur sacrée se réveille et le sauve. Tous deux finissent par s'enfuir dans les jungles. Fleur sacrée explique par signes à Aor qu'il doit le déguiser en le couvrant de boue pour dissimuler sa couleur blanche. Ils regagnent ainsi peu à peu les monts Karen en se tenant à l'écart des hommes et vivent ainsi paisiblement dans l'isolement, jusqu'à ce qu'Aor, devenu vieux, finisse par se faire faire creuser une fosse par l'éléphant et s'y allonge pour mourir. Fleur sacrée, triste et affaibli aussi, se laisse mourir sur la tombe. Sir William explique avoir appris que la prospérité du roi de Pagham n'a pas survécu à Fleur sacrée. 
Les enfants réclament une conclusion et une moralité : sir William affirme être convaincu que l'humanité n'est pas la fin du cycle des réincarnations et que les hommes s'élèveront à leur tour vers un statut supérieur par la prospérité, l'élévation morale et le progrès social et technologique. Peu convaincu par l'intérêt des machines, il pense plutôt à une modification des relations avec les animaux qui rendraient vrais les anciens mythes montrant des dieux aux chars tirés par des dauphins ou des aigles géants.

### L'Orgue du Titan
Maître Angelin, vieil organiste réputé, rencontre souvent le même problème de douleur aux mains lorsqu'il joue un certain motif musical. Il en explique l'origine en racontant son enfance. Né en Auvergne, il a passé son enfance au service de monsieur Jansiré, dit maître Jean, professeur de musique et organiste à la cathédrale de Clermont. Un jour, l'enfant doit accompagner maître Jean pour deux jours chez son frère, le curé de Chanturgue. 
Sur le chemin, ils s'aventurent dans les montagnes escarpées autour de la roche Sanadoire. Pressé par les questions de l'enfant curieux de savoir pourquoi le relief est si tourmenté, maître Jean imagine de lui expliqué que c'est là l'endroit où les titan ont autrefois essayé d'escalader le ciel avant que tout ne s'effondre. Arrivés chez le curé, l'enfant et le professeur mangent bien et sont retenus tard à table par le curé, qui leur offre du bon vin de Chante-orgue. Le curé explique que ce nom vient d'orgues présents dans les campagnes voisines où poussent les vignes, et maître Jean explique encore que ce sont les titans qui les ont construits, sans expliquée sur les bords des rochers. Il improvise un morceau puissant, mais, lorsqu'il croit tirer les tirettes de l'orgue, il tire sur les racines. L'enfant tente de le calmer en vain et un éboulement se produit. 
Quelques heures après, maître Jean reprend conscience et ramène l'enfant chez lui. L'enfant chante le morceau entendu dans la montagne, mais dont maître Jean, qui était complètement ivre, n'a pas le moindre souvenir. Le curé de Chanturgue vient pour soigner l'enfant et l'adulte. Maître Jean, encore faible, demande à l'enfant d'improviser et celui-ci rejoue le morceau de la montagne. C'est ainsi qu'il attire l'attention sur ses talents précoces et commence à apprendre l'orgue. Le maître organiste conclut son récit en supposant que le gonflement de ses mains vient d'orties présentes dans la montagne, et considère son aventure comme un symbole de sa future vocation.

### Ce que disent les fleurs
La narratrice s'adresse à sa petite-fille Aurore (la petite-fille de George Sand) et parle à la première personne. Elle évoque son enfance. Au temps où elle commençait à étudier la botanique avec un précepteur, elle était persuadée que les fleurs se parlaient, en dépit des efforts de son précepteur pour l'en dissuader. Un jour, la narratrice réussit à entendre des fleurs se parler dans le jardin de sa maison, et elle s'aperçoit qu'elle comprend leur langue. Elle entend d'abord un coquelicot protester contre la royauté de la rose devant un public de marguerites, de pied-d'alouette et de pavots approbateurs. Tantôt les fleurs se disputent entre elles, tantôt elles se mettent d'accord pour critiquer la rose. Excédée par leurs mesquineries, la petite fille s'éloigne et délaisse les plantes cultivées du jardin pour se rendre dans une prairie où elle écoute des plantes rustiques. Elle entend alors des fleurs d'églantier discuter avec le zéphyr. Le zéphyr leur raconte les origines de la rose, qui sont liées à sa propre histoire. 
Le récit du zéphyr remonte à la formation de la Terre : il était le fils du dieu de l'orage, un dieu destructeur qui déchaînait tempêtes et ouragans partout dans le monde, empêchant l'apparition de la vie. Mais l'esprit de la vie, son adversaire, gagne en puissance : la vie apparaît, d'abord dans les océans, puis sur terre, en évoluant pour s'adapter aux rudes conditions climatiques ménagées par le zéphyr et ses frères. Un jour, lors d'une mission lointaine, le zéphyr est intrigué par un parfum nouveau et découvre une rose. Ému par sa beauté, sa délicatesse et ses fragrances, le zéphyr épargne la fleur. Il finit par la cueillir pour lui faire voir les nuages, et il la rapporte à son père. 
Furieux, le dieu de l'orage arrache ses ailes au zéphyr et le chasse du ciel. Le zéphyr se réfugie auprès de l'esprit de vie, qui lui donne l'aspect d'un garçon à ailes de papillon. Il retrouve la rose, qui renaît à travers ses filles, et la vie s'épanouit de plus en plus. L'esprit de la vie attribue alors à la rose le titre de reine des fleurs, car elle a été la première à arrêter la spirale de la destruction par son charme et sa volonté de réconciliation. 
La petite fille, après avoir entendu ce récit, va le raconter à son précepteur et à sa grand-mère. Le précepteur reste incrédule, mais la grand-mère la croit et affirme que les fleurs parlent bel et bien et qu'elle-même les entendait quand elle était enfant.

### La Fée aux gros yeux
Miss Barbara, la gouvernante irlandaise de la jeune Elsie, est surnommée « la fée aux gros yeux » en raison de ses grands yeux saillants et de sa myopie particulière : elle voit les plus infimes détails de près, mais pas grand-chose de loin. Excellente couturière, elle mène un train de vie casanier et mystérieux : elle se retire chaque soir dans sa chambre et on n'est pas sûr qu'elle dorme. Miss Barbara a aussi des lubies, comme la peur et l'antipathie farouches qu'elle voue à certains animaux, principalement les chauve-souris et les oiseaux insectivores. Même le précepteur M. Bat s'attire ses foudres à cause de son nom (« chauve-souris » en anglais). 
Elsie devient curieuse des activités vespérales de Miss Barbara. Celle-ci se vante d'organiser le soirs de grands bals où viennent des dames somptueusement vêtues. Elsie insiste tant que la gouvernante accepte à regret de l'y laisser participer. Elsie découvre alors que les dames en question ne sont autres que des papillons et des insectes, dont Miss Barbara lui décrit avec enchantement les tenues magnifiques ; mais Elsie ne voit rien, car elle n'a pas la vue extraordinaire de la gouvernante. En raccompagnant Elsie, qui tombe déjà de sommeil en raison de l'heure tardive, Miss Barbara est soudain prise de panique en voyant une chauve-souris se jeter sur elle. 
Elsie sursaute et ne voit que M. Bat, qui la raccompagne dans sa chambre et lui explique qu'il a été attiré par les cris de Miss Barbara. Elsie en conclut que sa gouvernante a décidément des lubies bien étranges.

### Éditions critiques du recueil
- George Sand, Contes d'une grand-mère, présentation, notes, chronologie et bibliographie par Béatrice Didier, Paris, Flammarion, coll. "GF", 2004.  (ISBN 2-08-071194-6)
- George Sand, Œuvres complètes. 1873-1876. Contes d'une grand-mère, édition critique par Suzel Esquier (œuvres complètes dirigées par Béatrice Didier), Paris, Honoré Champion, coll. « Textes de littérature moderne et contemporaine », n°188, 2017.  (ISBN 9782745335661)

### Études savantes
- Debra Linowitz Wentz, Fait et fiction : les formules pédagogiques des Contes d'une grand-mère de George Sand, Paris, Nizet, 1985.
- Marie-Cécile Levet, « Le bestiaire dans les Contes d’une grand-mère de George Sand », dans  Brigitte Diaz et Isabelle Hoog-Naginski (dir.), George Sand : Pratiques et imaginaires de l'écriture (actes du colloque « L’écriture sandienne : pratiques et imaginaires » au Centre international de Cerisy-la-Salle du 1er au 8 juillet 2004), Caen, Presses universitaires de Caen, 2006.  (ISBN 9782841338023) [lire en ligne].
- Sylvie Veys, « Du populaire au littéraire : constantes et variations des Contes d’une Grand-mère », dans Brigitte Diaz et Isabelle Hoog-Naginski (dir.), George Sand : Pratiques et imaginaires de l'écriture (actes du colloque « L’écriture sandienne : pratiques et imaginaires » au Centre international de Cerisy-la-Salle du 1er au 8 juillet 2004), Caen, Presses universitaires de Caen, 2006.  (ISBN 9782841338023) [lire en ligne]